# Отарський сільський округ
Ота́рський сільський округ (каз. Отар ауылдық округі, рос. Отарский сельский округ) — адміністративна одиниця у складі Кордайського району Жамбильської області Казахстану. Адміністративний центр — село Отар.
Населення — 13096 осіб (2021; 11749 у 2009, 9962 у 1999, 13700 у 1989).
Станом на 1989 рік існували Гвардійська селищна рада (смт Гвардійський) та Отарська селищна рада (смт Отар, села Анрахай, Бель, Кулжабаси, Шинрау, селище Курдай). 1997 року до складу сільського округу була приєднана ліквідована Гвардійська селищна адміністрація.

## Склад
До складу округу входять такі населені пункти:
| Населений пункт           | Старі назви | Населення, осіб (1989) | Населення, осіб (1999) | Населення, осіб (2009) | Населення, осіб (2021) |
| ------------------------- | ----------- | ---------------------- | ---------------------- | ---------------------- | ---------------------- |
| Анрахай, станційне селище | -           | 103                    | 155                    | 180                    | 88                     |
| Бель, станційне селище    | -           | 9                      | 146                    | 492                    | 214                    |
| Гвардійський, селище      | -           | 7780                   | 5306                   | 6537                   | 7898                   |
| Кулжабаси, село           | -           | 5                      | -                      | -                      | -                      |
| Курдай, селище            | -           | 46                     | -                      | -                      | -                      |
| Отар, село                | -           | 5590                   | 4355                   | 4540                   | 4896                   |
| Шинрау, село              | -           | 167                    | -                      | -                      | -                      |